# Валя-Норокулуй
Валя-Норокулуй (рум. Valea Norocului) — село у Синжерейському районі Молдови. Входить до складу комуни, адміністративним центром якої є село Ізвоаре.

## Населення
За даними перепису населення 2004 року у селі проживали 493 особи.
Національний склад населення села:
| Національність       | Кількість осіб | Відсоток |
| -------------------- | -------------- | -------- |
| молдавани            | 302            | 61,3%    |
| українці             | 118            | 23,9%    |
| росіяни              | 68             | 13,8%    |
| гагаузи              | 1              | 0,2%     |
| євреї                | 1              | 0,2%     |
| поляки               | 1              | 0,2%     |
| інша / без відповіді | 2              | 0,4%     |
| Всього               | 493            | 100%     |